# Real (1568)
La Real (з ісп. — «Королівська») — найбільша у світі іспанська галера XVI ст.

## Історія
Галеру збудували у корабельні Барселони (1568). Двощоглова 60 весельна галера мала по 30 банок для 236 гребців на платформі довжиною 42 м. Низький корпус легко заливався високими штормовими хвилями, тому її виводили у море лише у спокійну погоду. Вона була доволі швидкохідною, а у бою для покращення маневреності їй ззаду допомагали ще дві галери.
Була багато декорована позолоченою різьбою у стилі бароко за ескізами Хуану де Маль Лара. Різний і художній декор виконали Хуан Баутиста Васкес Старший та Бенвенуто Тортелло. Носова фігура роботи Габріеля Алаберто представляла Нептуна на дельфіні. Вітрила площею 691 м² були виконані червоно-білими. На кормі було встановлено три ліхтарі.
Галера водотоннажністі 237 т була 60 м завдовжки, 6,2 м завширшки, осадкою 2,08 м з 3 важкими і 6 малими гарматами. У битві на ній було до 400 солдат і моряків. По 50 розміщувалось на верхній палубі бака та з боків від неї, на куршеї посеред корабля, по сторонах платформи гребців, на палубі надбудови корми та перед нею.
До 400-річчя битви у Барселоні виконали повномасштабну реконструкцію флагманської галери «Real» на основі описів, іконографічних матеріалів (1964—1971). Реконструкція виставлена у Морському музеї Барселони (ісп. Museo Marítimo de Barcelona).

## Битва при Лепанто
Була флагманським кораблем Хуана Австрійського у битві при Лепанто (7 жовтня 1571), знаходячись по центру бойового порядку кораблів Священної Ліги. Галера зійшлась у двобої з турецькою флагманською галерою «Sultana», зіткнувшись носами. Після пострілу з «Sultana» ядро пошкодило щоглу «Real», а його таран пробив борт «Real». Абордажні команди галер розпочали бій. Було відбито дві атаки турків і за годину часу іспанці захопили «Sultana». Дон Хуан Австрійський особисто брав участь у сутичках, отримавши поранення в ногу. Поранений мушкетером турецький адмірал Алі-паша Муедзинзаде впав на палубу, а його голову відрубав і підняв на піці іспанський солдат. Потім її встановили на місці адміральського прапора, що негативно вплинуло моральний дух турків, як знак капітуляції. На «Sultana» було захоплено коштовностей на 150 000 цехінів і зелений прапор Пророка, на якому золотими нитками було вишито тексти з Корану і 28 000 разів ім'я Аллаха. Султан Селім II вручив прапор Алі-Паші на початку війни (1570).